# Hapalopus aymara
Hapalopus aymara is een spinnensoort in de taxonomische indeling van de vogelspinnen (Theraphosidae).
Het dier behoort tot het geslacht Hapalopus. De wetenschappelijke naam van de soort werd voor het eerst geldig gepubliceerd in 2009 door Perdomo, Panzera & Pérez-Miles.